# Équipe de Taïwan masculine de volley-ball
Cet article traite de l'équipe masculine. Pour l'équipe féminine, voir Équipe de Taïwan féminine de volley-ball.
L'équipe de Taïwan de volley-ball est composée des meilleurs joueurs taïwanais sélectionnés par la Fédération taïwanaise de volleyball (Chinese Taipei Volleyball Association, CTVA). Elle est classée au 38e rang de la Fédération internationale de volleyball en octobre 2015.

## Sélection actuelle
Sélection pour les qualifications aux Championnats du monde 2010.

Entraîneur : Chi Wen Chou  ; entraîneur-adjoint : Chih Hung Lin 

## Palmarès et parcours

### Palmarès
- Jeux asiatiques
  - Troisième : 1970, 1998

### Parcours

#### Championnats du monde
| - 1949 : non qualifié - 1952 : non qualifié - 1956 : non qualifié - 1960 : non qualifié - 1962 : non qualifié - 1966 : non qualifié - 1970 : non qualifié - 1974 : non qualifié - 1978 : non qualifié - 1982 : non qualifié | - 1986 : 15e - 1990 : non qualifié - 1994 : non qualifié - 1998 : non qualifié - 2002 : non qualifié - 2006 : non qualifié - 2010 : non qualifié |

#### Championnat d'Asie et d'Océanie
| - 1975 : Non qualifié - 1979 : non qualifié - 1983 : 4e - 1987 : 4e - 1989 : 9e - 1991 : 5e - 1993 : 10e - 1995 : 6e - 1997 : 4e - 1999 : 7e | - 2001 : 6e - 2003 : 9e - 2005 : 13e - 2007 : 8e - 2009 : 8e - 2011 : 13e - 2013 : 9e - 2015 : 6e |

#### Coupe  d'Asie
| - 2008 : 8e - 2010 : 4e - 2012 : non qualifié |

#### Jeux asiatiques
| - 1958 : ? - 1962 : ? - 1966 : ? - 1970 : 3e - 1974 : ? - 1978 : ? - 1982 : ? - 1986 : ? - 1990 : ? - 1994 : ? | - 1998 : 3e - 2002 : 6e - 2006 : 9e - 2010 : 11e |